# Marshall Bell
Marshall Bell (Tulsa (Oklahoma), 28 september 1942) is een Amerikaanse acteur die in diverse films en televisieseries heeft gespeeld.

## Films
Marshall speelde in films als A Nightmare on Elm Street Part 2: Freddy's Revenge (1985) als coach Schneider, als Mr. Lachance in Stand by Me (1986) en in Twins (1988) als huurmoordenaar Webster. Voorts speelde hij verzetsleider Kuato in de sciencefictionfilm Total Recall (1990) en General Morgan in The Puppet Masters (1994). Hij was ook te zien in de Oscarwinnende Capote (2005), Rescue Dawn (2006) en in Nancy Drew (2007).

## Televisie
Marshall vervulde ook allerlei rollen op tv. Zo speelde hij een grote rol in de serie G vs E, die na twee jaar reeds van de televisie verdween.
Andere grote televisieseries waar hij een gastrol in had, zijn onder andere Hill Street Blues, Wiseguy, The X-Files, Millennium en House.